# Draft de la NBA de 2017
El Draft de la NBA de 2017 se celebró el jueves 22 de junio de 2017, en el Barclays Center de Brooklyn, Nueva York. Los equipos de la National Basketball Association (NBA) se turnaron para seleccionar a los jugadores del baloncesto universitario de los Estados Unidos y otros jugadores elegibles, incluidos los jugadores internacionales. La lotería del draft tuvo lugar el 16 de mayo, durante la celebración de los playoffs.

## Selecciones del draft

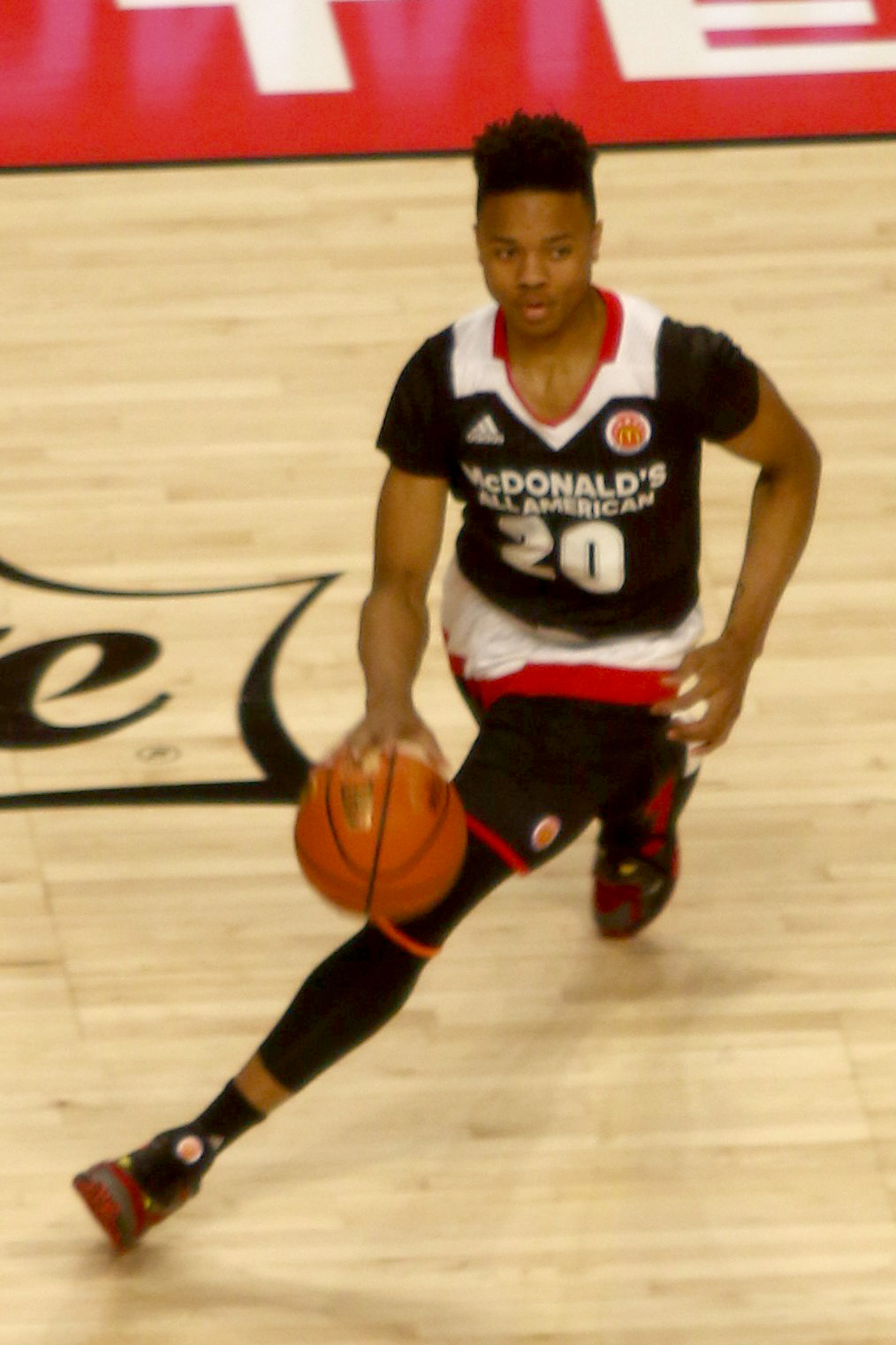
Markelle Fultz, n.º 1 de draft, elegido por Philadelphia 76ers.

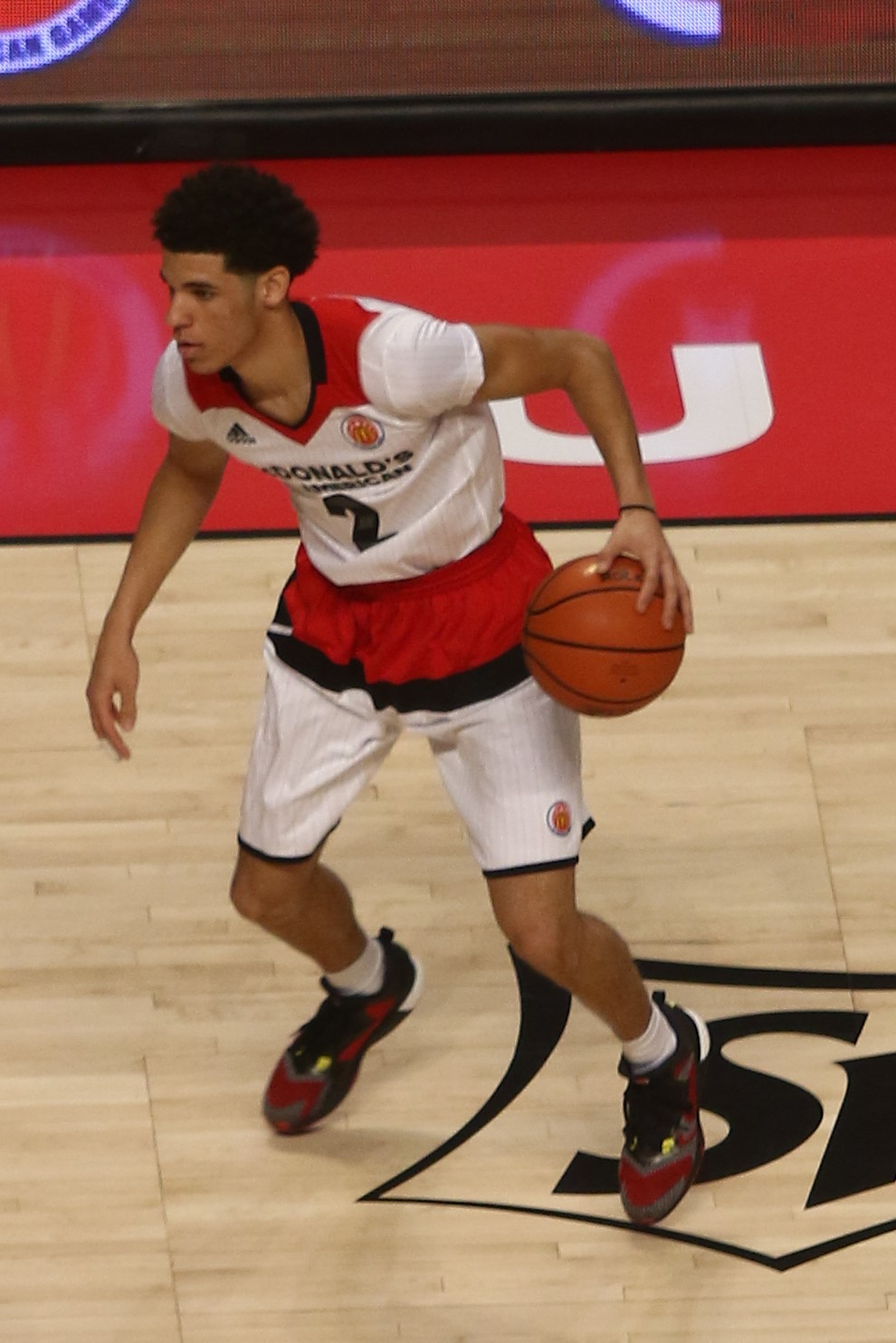
Lonzo Ball elegido en 2ª posición por Los Angeles Lakers.

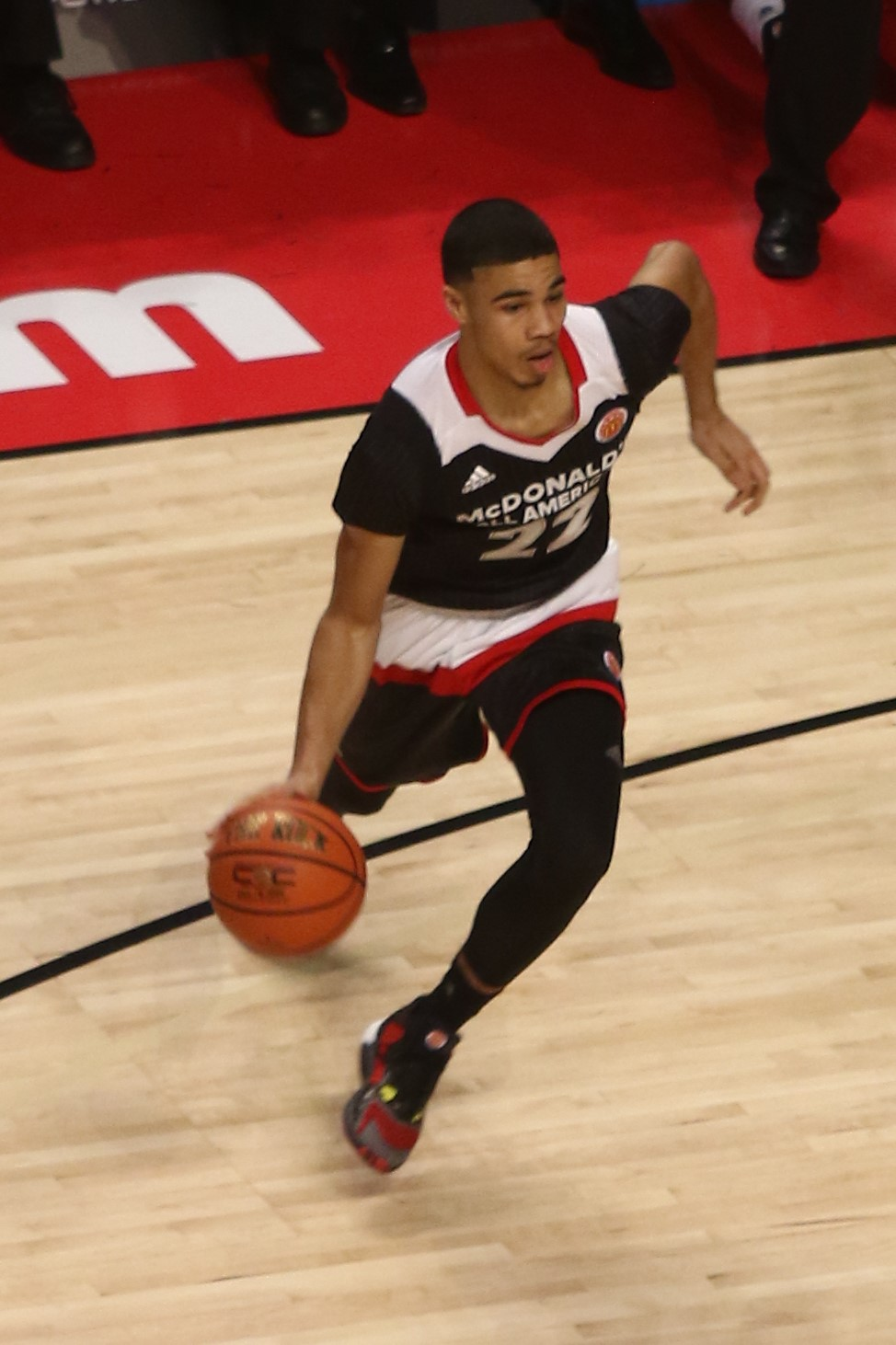
Jayson Tatum, la 3ª elección, por Boston Celtics.

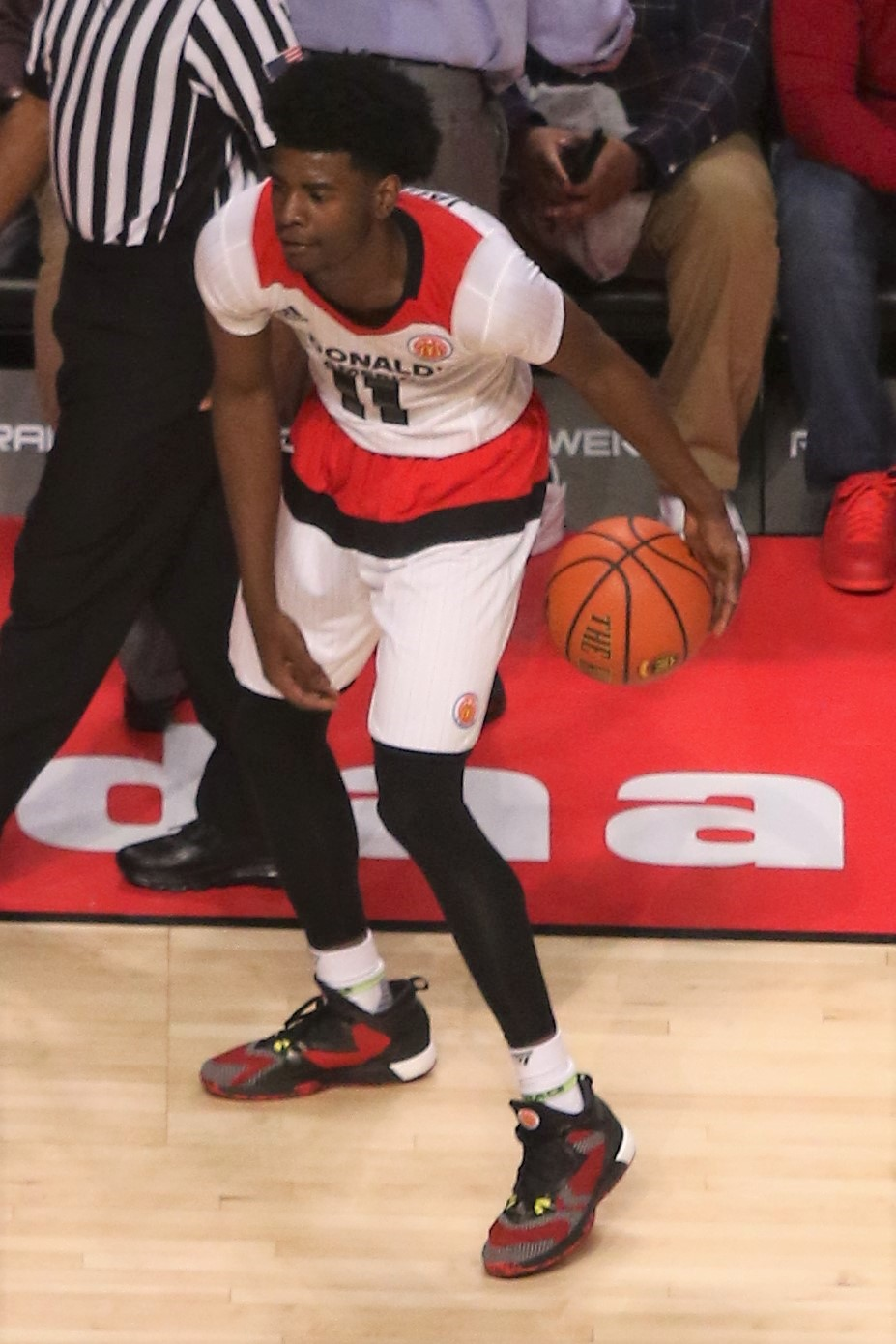
Josh Jackson fue elegido en 4º lugar por Phoenix Suns.

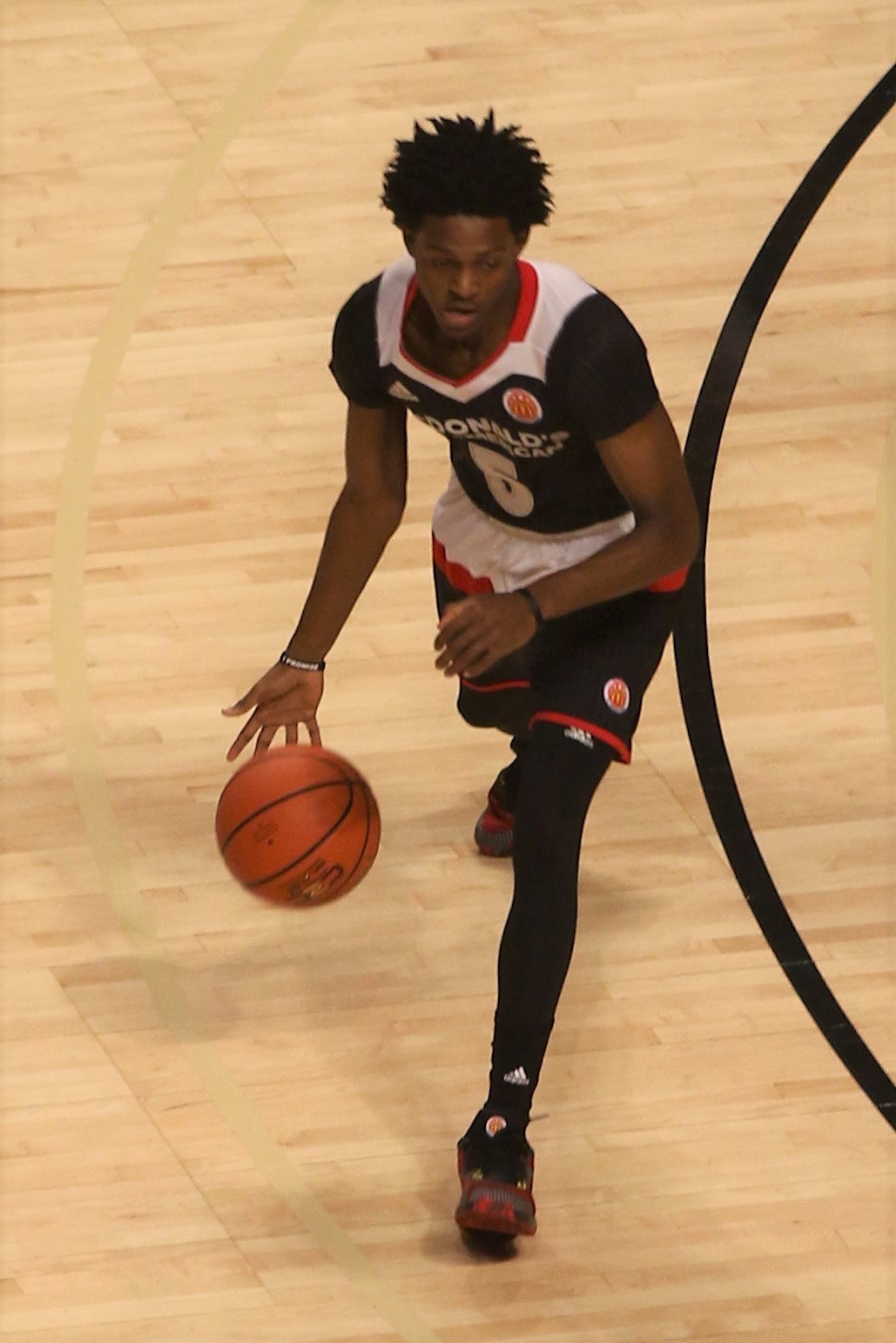
De'Aaron Fox fue la 5ª elección por Sacramento Kings.

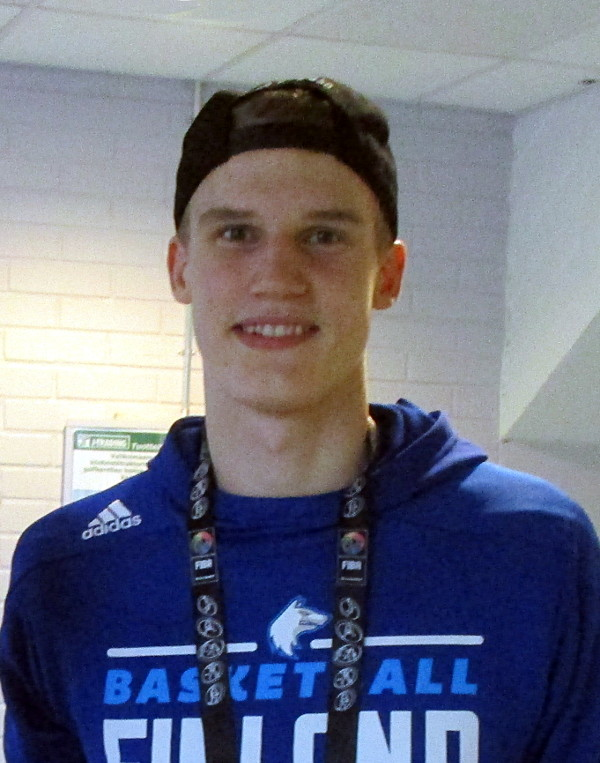
Lauri Markkanen, elegido en 7ª lugar por Chicago Bulls.

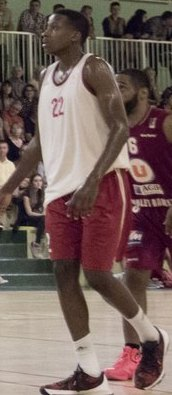
Frank Ntilikina fue elegido en 8ª lugar por New York Knicks.

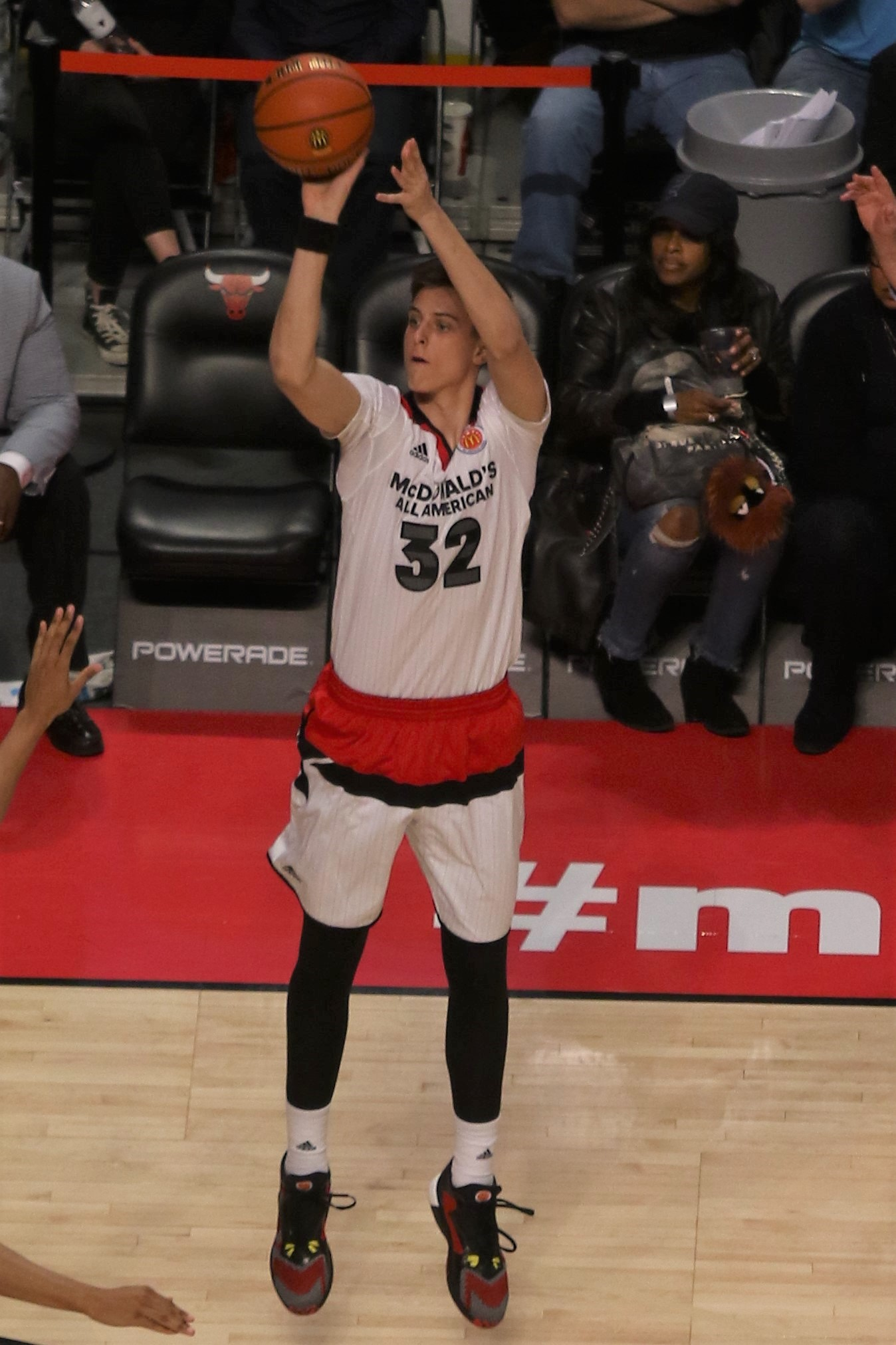
Zach Collins, 10.ª elección por Portland Trail Blazers.

|  |  | Indica jugador miembro del Basketball Hall of Fame                                                        |
|  |  | Indica jugador que ha sido seleccionado por lo menos en un All-Star Game y en el Mejor Quinteto de la NBA |
|  |  | Indica jugador que ha sido seleccionado por lo menos en un All-Star Game                                  |
|  |  | Indica jugador que ha sido seleccionado por lo menos en un Mejor Quinteto de la NBA                       |
|  |  | Indica jugador que nunca jugó en la temporada regular y los playoffs de la NBA                            |

| PG | Base | SG | Escolta | SF | Alero | PF | Ala Pívot | C | Pívot |

### Primera ronda
| Pick | Nombre del jugador | Pos.  | Nacionalidad          | Equipo                                                         | Universidad / Club         |
| ---- | ------------------ | ----- | --------------------- | -------------------------------------------------------------- | -------------------------- |
| 1    | Markelle Fultz     | PG    | Estados Unidos        | Philadelphia 76ers (de Brooklyn vía Boston)                    | Washington                 |
| 2    | Lonzo Ball         | PG    | Estados Unidos        | Los Angeles Lakers                                             | UCLA                       |
| 3    | Jayson Tatum       | SF    | Estados Unidos        | Boston Celtics (de Sacramento vía Philadelphia)                | Duke                       |
| 4    | Josh Jackson       | SF    | Estados Unidos        | Phoenix Suns                                                   | Kansas                     |
| 5    | De'Aaron Fox       | PG    | Estados Unidos        | Sacramento Kings (desde Philadelphia)                          | Kentucky                   |
| 6    | Jonathan Isaac     | SF/PF | Estados Unidos        | Orlando Magic                                                  | Florida State              |
| 7    | Lauri Markkanen    | PF/C  | Finlandia             | Minnesota Timberwolves (traspasado a Chicago)                  | Arizona                    |
| 8    | Frank Ntilikina    | PG    | Francia               | New York Knicks                                                | Strasbourg IG (Francia)    |
| 9    | Dennis Smith Jr.   | PG    | Estados Unidos        | Dallas Mavericks                                               | North Carolina             |
| 10   | Zach Collins       | C     | Estados Unidos        | Sacramento Kings (desde New Orleans)                           | Gonzaga                    |
| 11   | Malik Monk         | SG    | Estados Unidos        | Charlotte Hornets                                              | Kentucky                   |
| 12   | Luke Kennard       | SG    | Estados Unidos        | Detroit Pistons                                                | Duke                       |
| 13   | Donovan Mitchell   | SG    | Estados Unidos        | Denver Nuggets(Traspasado a Utah Jazz)                         | Louisville                 |
| 14   | Bam Adebayo        | PF    | Estados Unidos        | Miami Heat                                                     | Kentucky                   |
| 15   | Justin Jackson     | SF    | Estados Unidos        | Portland Trail Blazers                                         | North Carolina             |
| 16   | Justin Patton      | C     | Estados Unidos        | Chicago Bulls                                                  | Creighton                  |
| 17   | D.J. Wilson        | PF    | Estados Unidos        | Milwaukee Bucks                                                | Michigan                   |
| 18   | TJ Leaf            | PF    | Israel Estados Unidos | Indiana Pacers                                                 | UCLA                       |
| 19   | John Collins       | PF    | Estados Unidos        | Atlanta Hawks                                                  | Wake Forest                |
| 20   | Harry Giles        | C     | Estados Unidos        | Portland Trail Blazers (desde Denver vía Memphis)              | Duke                       |
| 21   | Terrance Ferguson  | SG    | Estados Unidos        | Oklahoma City Thunder                                          | Adelaide 36ers (Australia) |
| 22   | Jarrett Allen      | C     | Estados Unidos        | Brooklyn Nets (desde Washington)                               | Texas                      |
| 23   | OG Anunoby         | SF    | Nigeria Reino Unido   | Toronto Raptors                                                | Indiana                    |
| 24   | Tyler Lydon        | PF    | Estados Unidos        | Utah Jazz                                                      | Syracuse                   |
| 25   | Anzejs Pasecniks   | C     | Letonia               | Orlando Magic (desde Toronto vía L.A. Clippers)                | Gran Canaria (España)      |
| 26   | Caleb Swanigan     | PF    | Estados Unidos        | Portland Trail Blazers (desde Cleveland)                       | Purdue                     |
| 27   | Kyle Kuzma         | PF    | Estados Unidos        | Los Angeles Lakers (desde Boston vía Brooklyn)                 | Utah                       |
| 28   | Tony Bradley       | C     | Estados Unidos        | Los Angeles Lakers (desde Houston) Traspasado a Utah           | North Carolina             |
| 29   | Derrick White      | PG    | Estados Unidos        | San Antonio Spurs                                              | Colorado                   |
| 30   | Josh Hart          | SG    | Estados Unidos        | Utah Jazz (desde Golden State) Traspasado a Los Angeles Lakers | Villanova                  |

### Segunda ronda
| Pick | Jugador             | Pos. | Nacionalidad               | Equipo                                                      | Universidad / Club          |
| ---- | ------------------- | ---- | -------------------------- | ----------------------------------------------------------- | --------------------------- |
| 31   | Frank Jackson       | PG   | Estados Unidos             | Charlotte Hornets (desde Brooklyn via Atlanta)              | Duke                        |
| 32   | Davon Reed          | G    | Estados Unidos             | Phoenix Suns                                                | Miami                       |
| 33   | Wesley Iwundu       | SG   | Estados Unidos             | Orlando Magic (desde L.A. Lakers)                           | Kansas State                |
| 34   | Frank Mason III     | PG   | Estados Unidos             | Sacramento Kings (desde Philadelphia vía New Orleans)       | Kansas                      |
| 35   | Ivan Rabb           | PF   | Estados Unidos             | Orlando Magic                                               | California                  |
| 36   | Jonah Bolden        | PF   | Australia                  | Philadelphia 76ers (desde New York vía Utah)                | FMP Beograd (Serbia)        |
| 37   | Semi Ojeleye        | PF   | Estados Unidos             | Boston Celtics (desde Minnesota vía Phoenix)                | SMU                         |
| 38   | Jordan Bell         | C    | Estados Unidos             | Chicago Bulls (from Sacramento)(Traspasado a Golden State)  | Oregon                      |
| 39   | Jawun Evans         | PG   | Estados Unidos             | Philadelphia 76ers (desde Dallas)                           | Oklahoma State              |
| 40   | Dwayne Bacon        | SF   | Estados Unidos             | New Orleans Pelicans                                        | Florida State               |
| 41   | Tyler Dorsey        | SG   | Estados Unidos · Grecia    | Atlanta Hawks (desde Charlotte Hornets)                     | Oregon                      |
| 42   | Thomas Bryant       | C    | Estados Unidos             | Utah Jazz (desde Detroit) (Traspasado a Los Angeles Lakers) | Indiana                     |
| 43   | Isaiah Hartenstein  | C    | Estados Unidos · Alemania  | Houston Rockets (desde Denver)                              | Žalgiris Kaunas (Lituania)  |
| 44   | Damyean Dotson      | SG   | Estados Unidos             | New York Knicks (from Chicago)                              | Houston                     |
| 45   | Dillon Brooks       | SF   | Canadá                     | Houston Rockets (desde Portland)                            | Oregon                      |
| 46   | Sterling Brown      | SG   | Estados Unidos             | Philadelphia 76ers (desde Miami)                            | SMU                         |
| 47   | Ike Anigbogu        | C    | Estados Unidos             | Indiana Pacers                                              | UCLA                        |
| 48   | Sindarius Thornwell | SG   | Estados Unidos             | Milwaukee Bucks                                             | South Carolina              |
| 49   | Vlatko Čančar       | SF   | Eslovenia                  | Denver Nuggets (desde Memphis)                              | KK Mega Leks (Serbia)       |
| 50   | Mathias Lessort     | PF   | Francia                    | Philadelphia 76ers (desde Atlanta)                          | Nanterre 92 (Francia)       |
| 51   | Monte Morris        | PG   | Estados Unidos             | Denver Nuggets (desde Oklahoma City)                        | Iowa State                  |
| 52   | Edmond Sumner       | PG   | Estados Unidos             | New Orleans Pelicans (desde Washington)                     | Xavier                      |
| 53   | Kadeem Allen        | SG   | Estados Unidos             | Boston Celtics (desde Cleveland)                            | Arizona                     |
| 54   | Alec Peters         | PF   | Estados Unidos             | Phoenix Suns (desde Toronto)                                | Valparaiso                  |
| 55   | Nigel Williams-Goss | PG   | Estados Unidos             | Utah Jazz                                                   | Gonzaga                     |
| 56   | Jabari Bird         | SG   | Estados Unidos             | Boston Celtics (desde L.A. Clippers)                        | California                  |
| 57   | Aleksandar Vezenkov | PF   | Bulgaria · Chipre · Grecia | Brooklyn Nets (desde Boston)                                | FC Barcelona Lassa (España) |
| 58   | Ognjen Jaramaz      | PG   | Serbia                     | New York Knicks (desde Houston)                             | KK Mega Leks (Serbia)       |
| 59   | Jaron Blossomgame   | SF   | Estados Unidos             | San Antonio Spurs                                           | Clemson                     |
| 60   | Alpha Kaba          | PF   | Francia                    | Atlanta Hawks (desde Golden State)                          | KK Mega Leks (Serbia)       |

## Jugadores destacados no elegidos en el draft
Estos jugadores no fueron seleccionados en el draft de la NBA de 2017, pero han jugado al menos un partido en la NBA.
| Jugador             | Pos.  | Nacionalidad         | Universidad/club         |
| ------------------- | ----- | -------------------- | ------------------------ |
| Jamel Artis         | SG/SF | Estados Unidos       | Pittsburgh               |
| Paris Bass          | SF    | Estados Unidos       | Detroit Mercy            |
| Antonio Blakeney    | PG    | Estados Unidos       | LSU                      |
| Chris Boucher       | PF/C  | Canadá · Santa Lucía | Oregon                   |
| Amida Brimah        | C     | Ghana                | UConn                    |
| Isaiah Briscoe      | PG    | Estados Unidos       | Kentucky                 |
| Deonte Burton       | SG    | Estados Unidos       | Iowa State               |
| Troy Caupain        | PG    | Estados Unidos       | Cincinnati               |
| Tyler Cavanaugh     | PF    | Estados Unidos       | George Washington        |
| Gian Clavell        | SG    | Puerto Rico          | Colorado State           |
| Antonius Cleveland  | SG    | Estados Unidos       | Southeast Missouri State |
| Charles Cooke       | SG    | Estados Unidos       | Dayton                   |
| Gabriel Deck        | SF/PF | Argentina            | San Lorenzo (Argentina)  |
| Milton Doyle        | SG    | Estados Unidos       | Loyola (Illinois)        |
| PJ Dozier           | SG    | Estados Unidos       | South Carolina           |
| Billy Garrett Jr.   | SG    | Estados Unidos       | DePaul                   |
| Marko Gudurić       | SG/SF | Serbia               | Crvena zvezda (Serbia)   |
| Dusty Hannahs       | SG    | Estados Unidos       | Arkansas                 |
| Nigel Hayes         | F     | Estados Unidos       | Wisconsin                |
| Isaiah Hicks        | PF    | Estados Unidos       | North Carolina           |
| Malcolm Hill        | SF    | Estados Unidos       | Illinois                 |
| Isaac Humphries     | C     | Australia            | Kentucky                 |
| Amile Jefferson     | PF    | Estados Unidos       | Duke                     |
| Luke Kornet         | PF/C  | Estados Unidos       | Vanderbilt               |
| Mangok Mathiang     | PF/C  | Australia            | Louisville               |
| Tahjere McCall      | SG    | Estados Unidos       | Tennessee State          |
| Erik McCree         | PF    | Estados Unidos       | Louisiana Tech           |
| Eric Mika           | PF/C  | Estados Unidos       | BYU                      |
| Naz Mitrou-Long     | PG/SG | Canadá · Grecia      | Iowa State               |
| Xavier Moon         | SG    | Estados Unidos       | Morehead State           |
| Ben Moore           | SF    | Estados Unidos       | SMU                      |
| Jaylen Morris       | SG    | Estados Unidos       | Molloy College           |
| Johnathan Motley    | PF    | Estados Unidos       | Baylor                   |
| Mychal Mulder       | SG    | Canadá               | Kentucky                 |
| Cameron Oliver      | F     | Estados Unidos       | Nevada                   |
| Trayvon Palmer      | SG    | Estados Unidos       | Chicago State            |
| London Perrantes    | PG    | Estados Unidos       | Virginia                 |
| Rodney Purvis       | SG    | Estados Unidos       | Connecticut              |
| Xavier Rathan-Mayes | SG    | Canadá               | Florida State            |
| Devin Robinson      | SF    | Estados Unidos       | Florida                  |
| Kobi Simmons        | PG    | Estados Unidos       | Arizona                  |
| Matt Thomas         | SG    | Estados Unidos       | Iowa State               |
| Ishmail Wainright   | PF    | Estados Unidos       | Baylor                   |
| Derrick Walton      | PG    | Estados Unidos       | Michigan                 |
| Paul Watson         | SG    | Estados Unidos       | Fresno State             |
| Andrew White        | SF    | Estados Unidos       | Syracuse                 |
| Jacob Wiley         | SF    | Estados Unidos       | Eastern Washington       |
| Matt Williams       | SG    | Estados Unidos       | UCF                      |

## Reglas de elegibilidad
El draft se lleva a cabo bajo las reglas de elegibilidad establecidas en el nuevo acuerdo de negociación colectiva de la liga de 2011 (CBA) con su sindicato de jugadores. La CBA fue que puso fin a la huelga del 2011, instituyó cambios inmediatos en el draft, pero pidió un comité de los propietarios y los jugadores para discutir cambios en el futuro. A partir de 2013, las normas de elegibilidad básicas para el draft se enumeran a continuación.
- Todos los jugadores seleccionados deben tener al menos 19 años de edad durante el año calendario del draft. En cuanto a las fechas, los jugadores elegibles para el draft de 2017 deben haber nacido antes del 31 de diciembre de 1998.[7]
- Cualquier jugador que no sea un "jugador internacional", según se define en la CBA, debe tener al menos un año retirado de la graduación de su clase de escuela secundaria.[7] La CBA define a los "jugadores internacionales", como los jugadores que residen permanentemente fuera de los Estados Unidos durante tres años con anterioridad al draft, no completó la escuela secundaria en los Estados Unidos, y nunca se han matriculado en un colegio o universidad de los Estados Unidos.[8]

El requisito básico para la elegibilidad automática para un jugador de Estados Unidos es la terminación de su elegibilidad universitaria. Los jugadores que cumplan con la definición de la CBA "jugadores internacionales" son elegibles automáticamente si su cumpleaños 22 cae durante o antes del año de calendario del draft (es decir, nacidos en o antes del 31 de diciembre de 1994). Jugadores estadounidenses que estaban al menos un año retirado de su graduación de la escuela secundaria y que han jugado al baloncesto de las ligas menores con un equipo fuera de la NBA también son elegibles automáticamente.
Un jugador que no es automáticamente elegible debe declarar su elegibilidad para el draft mediante la notificación a las oficinas de la NBA por escrito a más tardar 60 días antes del draft. Después de esta fecha, los jugadores de "entrada temprana" pueden asistir a los campamentos de pre-draft de la NBA y entrenamientos individuales del equipo para mostrar sus habilidades y obtener retroalimentación sobre su posición en el draft. En virtud de la CBA, un jugador puede retirar su nombre de la consideración del draft en cualquier momento antes de la fecha de declaración final, que es diez días antes del draft. Bajo las reglas de la NCAA, los jugadores solo tendrán hasta el 16 de abril para retirarse del draft y mantener su elegibilidad universitaria.
Un jugador que ha contratado a un agente perderá su elegibilidad universitaria restante. Además, aunque la CBA permite que un jugador se retire del draft dos veces, los mandatos de la NCAA dicen que un jugador que ha declarado dos veces pierde su elegibilidad universitaria.

### Jugadores sin cumplir todos los ciclos universitarios
Los jugadores listados en negrita han indicado públicamente que han contratado agentes, o tienen planes de hacerlo, por lo que son ya inelegibles para una nueva temporada en el baloncesto universitario en 2017–18.
| - Shaqquan Aaron – G, USC (sophomore) - Jaylen Adams – G, St. Bonaventure (júnior) - Edrice Adebayo – F, Kentucky (freshman) - / Deng Adel – F, Louisville (sophomore) - Jashaun Agosto – G, LIU Brooklyn (freshman) - Rawle Alkins – G, Arizona (freshman) - Jarrett Allen – F, Texas (freshman) - / Ike Anigbogu – F, UCLA (freshman) - Mark Alstork – G, Wright State (júnior) - / OG Anunoby – F, Indiana (sophomore) - Dwayne Bacon – G, Florida State (sophomore) - Lonzo Ball – G, UCLA (freshman) - Jaylen Barford – G, Arkansas (júnior) - Jordan Bell – F, Oregon (júnior) - James Blackmon – G, Indiana (júnior) - Antonio Blakeney – G, LSU (sophomore) - Trevon Bluiett – G, Xavier (júnior) - Bennie Boatwright – F, USC (sophomore) - Tony Bradley – F, North Carolina (freshman) - Isaiah Briscoe – G, Kentucky (sophomore) - Dillon Brooks – F, Oregon (júnior) - Thomas Bryant – C, Indiana (sophomore) - Rodney Bullock – F, Providence (júnior) - Khadeen Carrington – G, Seton Hall (júnior) - Jeffrey Carroll – G, Oklahoma State (júnior) - Joseph Chartouny – G, Fordham (sophomore) - Donte Clark – G, UMass (júnior) - John Collins – F, Wake Forest (sophomore) - Zach Collins – F/C, Gonzaga (freshman) - Chance Comanche – C, Arizona (sophomore) - Ángel Delgado – F, Seton Hall (júnior) - / Tyler Dorsey – G, Oregon (sophomore) - P. J. Dozier – G, South Carolina (sophomore) - Vincent Edwards – F, Purdue (júnior) - John Egbunu – C, Florida (júnior) - Jon Elmore – G, Marshall (júnior) - Drew Eubanks – F, Oregon State (sophomore) - Jawun Evans – G, Oklahoma State (sophomore) - Tacko Fall – C, UCF (sophomore) - De'Aaron Fox – G, Kentucky (freshman) - Markelle Fultz – G, Washington (freshman) - Harry Giles – F, Duke (freshman) - Isaac Haas – C, Purdue (júnior) - Aaron Holiday – G, UCLA (sophomore) - Isaac Humphries – C, Kentucky (sophomore) - Chandler Hutchison – G, Boise State (júnior) - Jonathan Isaac – F, Florida State (freshman) - Josh Jackson – F, Kansas (freshman) - Justin Jackson – F, North Carolina (júnior) | - B. J. Johnson – F, La Salle (júnior) - Jaylen Johnson – F, Louisville (júnior) - Robert Johnson – G, Indiana (júnior) - Andrew Jones – G, Texas (freshman) - Kerem Kanter – F, Green Bay (júnior) - Marcus Keene – G, Central Michigan (júnior) - Luke Kennard – G, Duke (sophomore) - Kyle Kuzma – F, Utah (júnior) - / T. J. Leaf – F, UCLA (freshman) - Tyler Lydon – F, Syracuse (sophomore) - Daryl Macon – G, Arkansas (júnior) - Lauri Markkanen – F, Arizona (freshman) - Yante Maten – F, Georgia (júnior) - Markis McDuffie – F, Wichita State (sophomore) - Eric Mika – F, BYU (sophomore) - Donovan Mitchell – G, Louisville (sophomore) - Malik Monk – G, Kentucky (freshman) - Johnathan Motley – F, Baylor (júnior) - Sviatoslav Mykhailiuk – G Kansas (júnior) - Austin Nichols – F, Virginia (júnior) - / Semi Ojeleye – F, SMU (júnior) - Cameron Oliver – F, Nevada (sophomore) - Randy Onwuasor – G, Southern Utah (júnior) - Justin Patton – C, Creighton (freshman) - L. J. Peak – G, Georgetown (júnior) - Ivan Rabb – F, California (sophomore) - Xavier Rathan-Mayes – G, Florida State (júnior) - Devin Robinson – F, Florida (júnior) - Maverick Rowan – G, NC State (sophomore) - Corey Sanders – G, Rutgers (sophomore) - Jaaron Simmons – G, Ohio (júnior) - Kobi Simmons – G, Arizona (freshman) - Fred Sims – G, Chicago State (sophomore) - / Jaren Sina – G, George Washington (júnior) - Dennis Smith Jr. – G, NC State (freshman) - Elijah Stewart – G, USC (júnior) - Edmond Sumner – G, Xavier (júnior) - Caleb Swanigan – F, Purdue (sophomore) - Jayson Tatum – F, Duke (freshman) - Stephen Thompson Jr. – G, Oregon State (sophomore) - Trevor Thompson – C, Ohio State (júnior) - Melo Trimble – G, Maryland (júnior) - Moritz Wagner – F, Michigan (sophomore) - Antone Warren – C, Antelope Valley (sophomore) - Thomas Welsh – C, UCLA (júnior) - Thomas Wilder – G, Western Michigan (júnior) - Nigel Williams-Goss – G, Gonzaga (júnior) - D. J. Wilson – F, Michigan (júnior) - Ömer Yurtseven – C, NC State (freshman) |

### Jugadores internacionales
| - Ege Arar – A/P, Galatasaray Odeabank (Turquía) - Laurynas Beliauskas – B, Neptūnas Klaipėda (Lituania) - Terrence Bieshaar – A/P, Divina Seguros Joventut (España) - Simon Birgander – A/P, Calzados Robusta Clavijo (España) - Laurynas Birutis – P, Vytautas Prienai–Birštonas (Lituania) - Luka Božić – B/A, KK Zagreb (Croacia) - Vlatko Čančar – A, Mega Leks (Serbia) - / Leo Cizmic – A, Aceitunas Fragata Morón (España) - Georginho de Paula – B, Paulistano Corpore (Brasil) - Berkan Durmaz – A, Tofaş S.K. (Turquía) - Martynas Echodas – Šiauliai (Lituania) - Cyrille Eliezer-Vanerot – A, Paris-Levallois (Francia) - Aquiles Ferreira – B, Esporte Clube Pinheiros (Brasil) - Diego Flaccadori – B, Dolomiti Energia Trento (Italia) - Tolga Geçim – A, Banvit B.K. (Turquía) - Yoan Granvorka – B, SLUC Nancy (Francia) - Egemen Güven – P, Pınar Karşıyaka (Turquía) - Isaiah Hartenstein – P, Žalgiris Kaunas (Lituania) - Kārlis Helmanis – A, RTU Riga (Letonia) - Aleksa Ilić – A, Budućnost Voli (Montenegro) - Jonathan Jeanne – C, SLUC Nancy (Francia) - Alpha Kaba – F/C, Mega Leks (Serbia) | - Verner Kohs – A, Tecnyconta Zaragoza (España) - Antonios Koniaris – B, P.A.O.K. Thessaloniki (Grecia) - Arnoldas Kulboka – A, Brose Bamberg (Alemania) - Rodions Kurucs – A, FC Barcelona Lassa B (España) - Axel Louissaint – B/A, Lugano Tigers (Suiza) - Michalis Lountzis – B, Panathinaikos Superfoods (Grecia) - Gytis Masiulis – A, Žalgiris-2 Kaunas (Lituania) - Lovro Mazalin – B/A, KK Zadar (Croacia) - Regimantas Miniotas – A, Vytautas Prienai–Birštonas (Lituania) - Kostja Mushidi – B, Mega Leks (Serbia) - Margiris Normantas – B, Lietuvos Rytas (Lituania) - Frank Ntilikina – B, SIG Strasbourg (Francia) - Elie-Franck Okobo – B, Élan Béarnais Pau-Lacq-Orthez (Francia) - Viny Okouo – P, Unicaja Málaga (España) - Ayberk Olmaz – A/P, İstanbul BŞB (Turquía) - Lucas Pereira – A, Esporte Clube Pinheiros (Brasil) - Martynas Sajus – P, Polpharma Starogard Gdański (Polonia) - Wesley Alves da Silva – A, Paulistano Corpore (Brasil) - Boriša Simanić – A/P, Crvena Zvezda (Serbia) - Nik Slavica – A, KK Cibona (Croacia) - Berk Uğurlu – B, Fenerbahçe (Turquía) - Kristupas Žemaitis – B, Vytautas Prienai–Birštonas (Lituania) - Zou Yuchen – A/P, Bayi Rockets (China) |

### Otros jugadores elegibles
| Jugador           | Equipo                          | Nota                                                                                | Ref.    |
| ----------------- | ------------------------------- | ----------------------------------------------------------------------------------- | ------- |
| Paris Bass        | Erie BayHawks (D-League)        | Despedido por Detroit en 2016; jugando profesionalmente desde la temporada 2016-17  |         |
| Jonah Bolden      | FMP Beograd (Serbia)            | Dejó UCLA en 2016; jugando profesionalmente desde la temporada 2016-17              |         |
| Terrance Ferguson | Adelaide 36ers (Australia)      | No jugó en universidad en 2016, jugando profesionalmente desde la temporada 2016-17 | [ 120 ] |
| Lee Moore         | Germani Basket Brescia (Italia) | Dejó UTEP en 2016; jugando profesionalmente desde la temporada 2016-17              |         |

## Lotería del draft
Las primeras 14 selecciones del draft pertenecen a los equipos que no alcanzaron los playoffs; el orden fue determinado a través de una lotería. La lotería determinó los tres equipos que obtuvieron las tres primeras selecciones en el draft. El resto de selecciones de primera ronda y las selecciones de segunda ronda fueron asignados a los equipos en orden inverso a su récord de victorias y derrotas en la temporada anterior. La lotería se celebró el 16 de mayo de 2017.
A continuación las posibilidades de cada equipo para obtener selecciones específicas en la lotería del draft, redondeado a tres decimales:
| ^ | Indica los resultados de la lotería actuales |

| Equipo                 | Récord 2016-17 | Oport. | Probabilidades de lotería | Probabilidades de lotería | Probabilidades de lotería | Probabilidades de lotería | Probabilidades de lotería | Probabilidades de lotería | Probabilidades de lotería | Probabilidades de lotería | Probabilidades de lotería | Probabilidades de lotería | Probabilidades de lotería | Probabilidades de lotería | Probabilidades de lotería | Probabilidades de lotería |
| Equipo                 | Récord 2016-17 | Oport. | 1º                        | 2º                        | 3º                        | 4º                        | 5º                        | 6º                        | 7º                        | 8º                        | 9º                        | 10º                       | 11º                       | 12º                       | 13º                       | 14º                       |
| ---------------------- | -------------- | ------ | ------------------------- | ------------------------- | ------------------------- | ------------------------- | ------------------------- | ------------------------- | ------------------------- | ------------------------- | ------------------------- | ------------------------- | ------------------------- | ------------------------- | ------------------------- | ------------------------- |
| Brooklyn Nets          | 20–62          | 250    | .250                      | .215                      | .178                      | .357                      | –                         | –                         | –                         | –                         | –                         | –                         | –                         | –                         | –                         | –                         |
| Phoenix Suns           | 24–58          | 199    | .199                      | .188                      | .171                      | .319                      | .123                      | –                         | –                         | –                         | –                         | –                         | –                         | –                         | –                         | –                         |
| Los Angeles Lakers     | 26–56          | 156    | .156                      | .157                      | .156                      | .226                      | .265                      | .040                      | –                         | –                         | –                         | –                         | –                         | –                         | –                         | –                         |
| Philadelphia 76ers     | 28–54          | 119    | .119                      | .126                      | .133                      | .099                      | .350                      | .161                      | .013                      | –                         | –                         | –                         | –                         | –                         | –                         | –                         |
| Orlando Magic          | 29–53          | 88     | .088                      | .097                      | .107                      | –                         | .261                      | .359                      | .084                      | .004                      | –                         | –                         | –                         | –                         | –                         | –                         |
| Minnesota Timberwolves | 31–51          | 53     | .053                      | .060                      | .070                      | –                         | –                         | .439                      | .331                      | .045                      | .001                      | –                         | –                         | –                         | –                         | –                         |
| New York Knicks        | 31–51          | 53     | .053                      | .060                      | .070                      | –                         | –                         | –                         | .572                      | .226                      | .018                      | .000                      | –                         | –                         | –                         | –                         |
| Sacramento Kings       | 32–50          | 28     | .028                      | .033                      | .039                      | –                         | –                         | –                         | –                         | .725                      | .168                      | .008                      | .000                      | –                         | –                         | –                         |
| Dallas Mavericks       | 33–49          | 17     | .017                      | .020                      | .024                      | –                         | –                         | –                         | –                         | –                         | .813                      | .122                      | .004                      | .000                      | –                         | –                         |
| New Orleans Pelicans   | 34–48          | 11     | .011                      | .013                      | .016                      | –                         | –                         | –                         | –                         | –                         | –                         | .870                      | .089                      | .002                      | .000                      | –                         |
| Charlotte Hornets      | 36–46          | 8      | .008                      | .009                      | .012                      | –                         | –                         | –                         | –                         | –                         | –                         | –                         | .907                      | .063                      | .001                      | .000                      |
| Detroit Pistons        | 37–45          | 7      | .007                      | .008                      | .010                      | –                         | –                         | –                         | –                         | –                         | –                         | –                         | –                         | .935                      | .039                      | .000                      |
| Denver Nuggets         | 40–42          | 6      | .006                      | .007                      | .009                      | –                         | –                         | –                         | –                         | –                         | –                         | –                         | –                         | –                         | .960                      | .018                      |
| Miami Heat             | 41–41          | 5      | .005                      | .006                      | .007                      | –                         | –                         | –                         | –                         | –                         | –                         | –                         | –                         | –                         | –                         | .982                      |

1. ↑  July 2013
2. ↑  July 2015
3. ↑  [121]
4. ↑  [122]
5. ↑  [123]
6. ↑  [124]
7. ↑  [125]